# Stockholm Resilience Centre

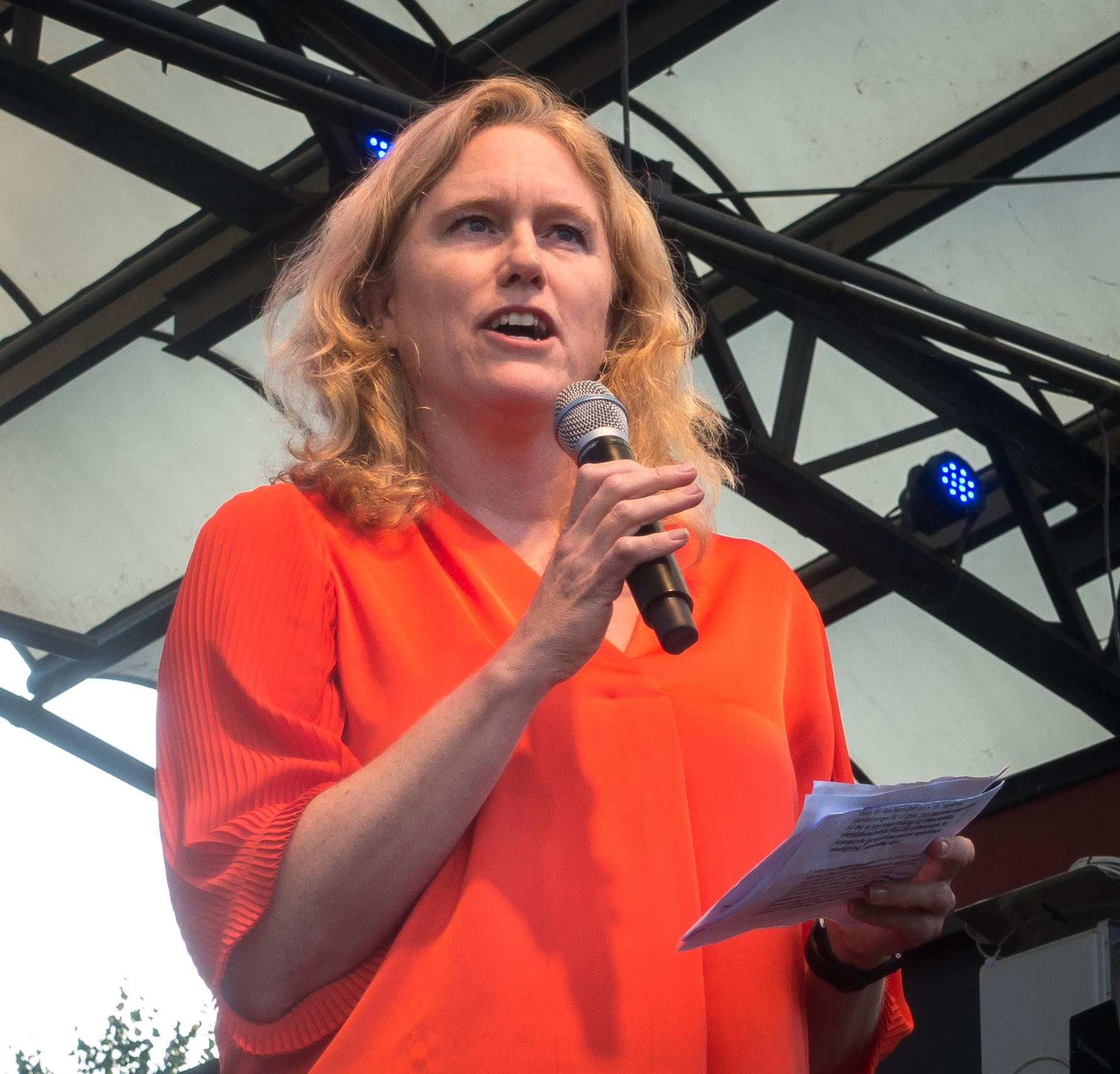
Line Gordon, Leiterin des Stockholm Resilience Center, 2019

Das Stockholm Resilience Centre (SRC) ist eine gemeinnützige, unabhängige Forschungseinrichtung, die sich schwerpunktmäßig mit Resilienz und Nachhaltigkeit befasst. Gegenwärtig wird das SRC von Line Gordon geleitet.

## Geschichte
Die Vorgeschichte des SRC beginnt im Jahr 2003. Der Klimawissenschaftler Bert Bolin war damals auf der Suche nach einem geeigneten Kandidaten für die Rolle des Geschäftsführers am Stockholm Environment Institute. Der Umweltwissenschaftler Carl Folke empfahl Bolin, diese Rolle mit seinem ehemaligen Doktoranden Johan Rockström zu besetzen. Dieser nahm die Stelle an und durch die enge Zusammenarbeit zwischen Folke und Rockström entwickelte sich bald die Idee für ein transdisziplinäres Forschungszentrum: das SRC.
Das SRC wurde im Jahr 2007 auf gemeinsame Initiative der Universität Stockholm und des Beijer-Instituts für Ökologische Ökonomie der Königlich Schwedischen Akademie der Wissenschaften gegründet. Hierbei bildete u. a. die Theorie zur ökologischen Resilienz von Crawford Stanley „Buzz“ Holling die theoretische Grundlage für das SRC. Unter seinem Gründungsdirektor Rockström fand es, insbesondere mit den dort koordinierten Forschungen zu den Planetaren Grenzen, sehr bald breite wissenschaftliche und mediale Aufmerksamkeit. 2018 wechselte Rockström zum Potsdam-Institut für Klimafolgenforschung.

## Zielsetzungen
Das SRC befasst sich mit Klimawandel, Landschaften, Wasserressourcen, Landnutzung, Ernährungssicherheit, Meeressystemen und städtischen Systemen mit dem Ziel, Erkenntnisse zu generieren, um Governance und Management in Richtung Nachhaltigkeit zu verlagern.
Das Institut berät politische Entscheidungsträger in Bezug auf Ökosystemmanagement und langfristige nachhaltige Entwicklung in Europa und anderswo auf der Welt.

## Organisation
Das SRC hat 140 Mitarbeiter und hat seinen Sitz an der Universität Stockholm in Stockholm, Schweden. Dem Vorstand gehören viele namhafte Wissenschaftler an, darunter Frances Westley (Professor an der Waterloo University, Kanada, Vorsitzender), Georgia Destouni, Jonas Ebbesson, Peter Hambäck, Andreas Duit (alle vier Professor an der Universität Stockholm), Deliang Chen (Professor an der Universität Göteborg, Schweden), Katrina Brown (Professorin an der Exeter University, Vereinigtes Königreich), Pavan Sukhdev (Professorin, Visiting Fellow, Yale University, USA), Leena Srivastava (Professorin an der TERI University, Indien), Peter Norman (ehemaliger Finanzmarktminister in Schweden), Marten Scheffer (Professor an der Universität Wageningen, Niederlande), Simon Levin (Professor an der Princeton University, USA), Heide Hackmann (Direktorin des International Science Council), Stephen R. Carpenter (Professor an der Universität von Wisconsin-Madison, USA).

## Bedeutung
Das SRC hat seit seiner Gründung die transdisziplinäre Forschung maßgeblich mitgeprägt. Zwischen 2007 und 2017 entstanden am SRC über 700 Veröffentlichungen in wissenschaftlichen Fachzeitschriften, überwiegend in den Bereichen Umweltwissenschaften, Agrar- und Biowissenschaften, Sozialwissenschaften, Erdwissenschaften, aber auch Wirtschafts- und Naturwissenschaften, darunter in den Zeitschriften Science, Nature, The Lancet und Proceedings of the National Academy of Sciences. Zu den Forschungsschwerpunkten des SRC gehören die Erforschung komplexer adaptiver Systeme und mariner und urbaner Ökosysteme. Eine besondere Bedeutung kommt der Erforschung sozioökologischer Systeme zu. Mehrere Wissenschaftler des SRC waren an der Entwicklung des heute bekannten Modells der planetaren Grenzen maßgeblich beteiligt. Auch stammen bedeutende Beiträge zum Übergang vom Holozän zum Anthropozän von Wissenschaftlern des SRC.

## SwedBio
SwedBio ist eine Wissensschnittstelle im Stockholm Resilience Center, mit der Armutsbekämpfung, Gerechtigkeit, nachhaltige Lebensgrundlagen und sozial-ökologische Systeme erreicht werden sollen, die reich an biologischer Vielfalt sind. SwedBio wird von der Sida finanziert.

## Veröffentlichungen
- What Is Resilience? An introduction to social-ecological research. 2014 („Was ist Resilienz? Eine Einführung in die sozial-ökologische Forschung“).
- The Anthropocene Ocean: Risks and Opportunities for Global Sustainability. 2019, ISBN 978-91-7797-929-6 („Die Ozeane im Anthropozän: Risiken und Chancen für die globale Nachhaltigkeit“).